# Mercado de Campo de Ourique

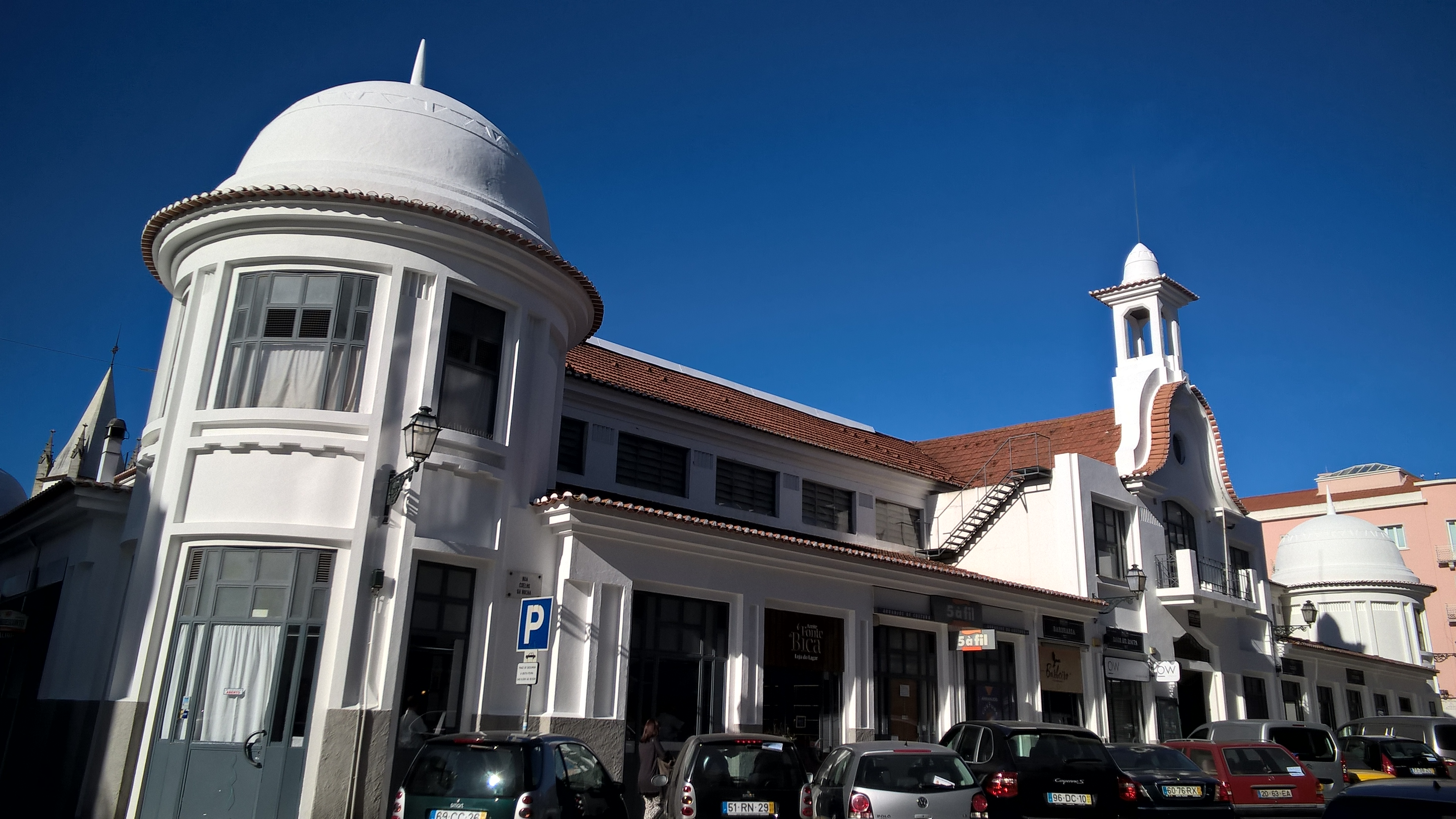
Fachada norte do Mercado de Campo de Ourique

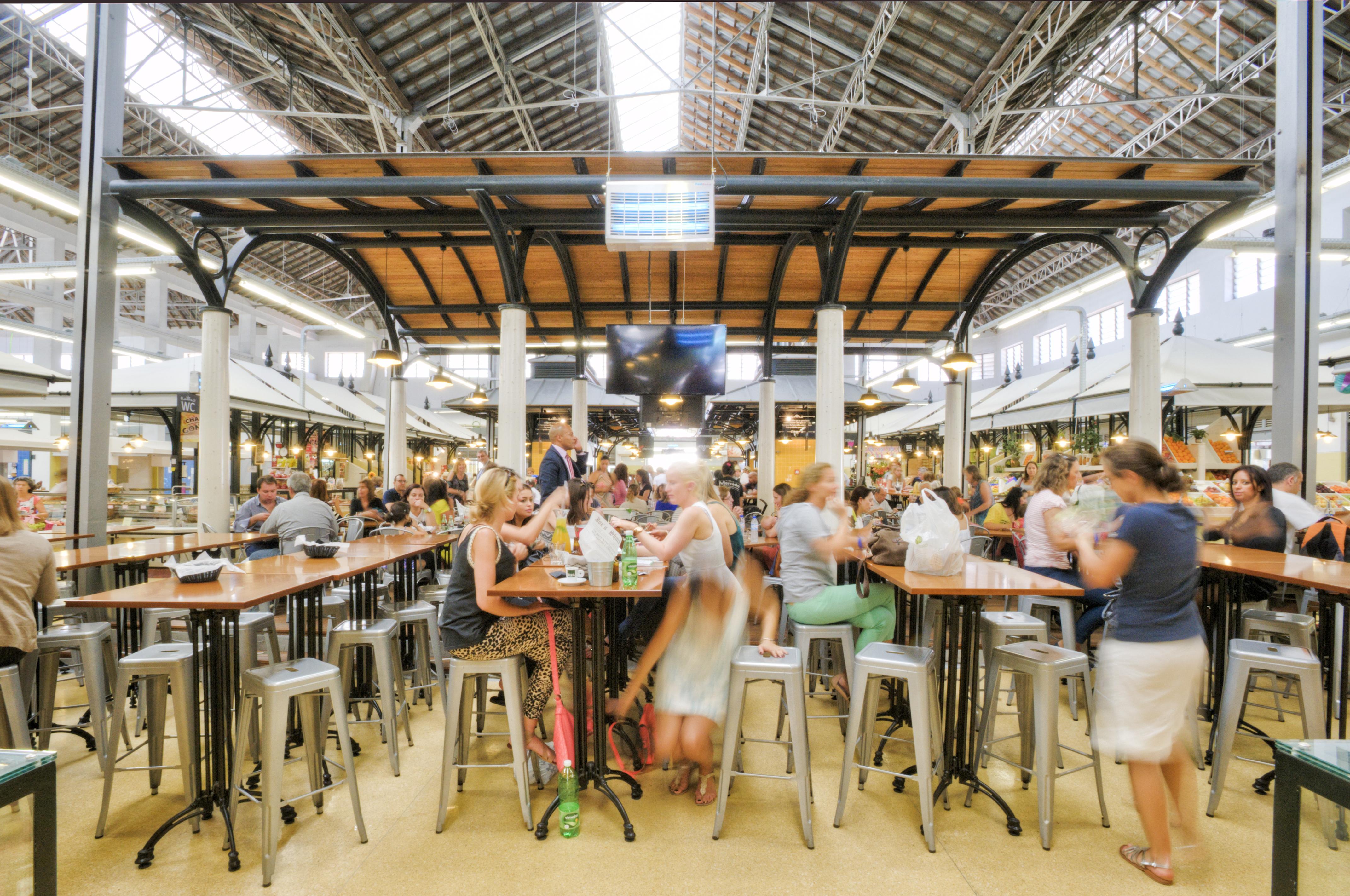
Interior do Mercado de Campo de Ourique

O Mercado de Campo de Ourique é um mercado alimentar de bairro localizado em Lisboa, Portugal.
O mercado foi inicialmente aberto em 1934. Foi remodelado em 1991 e, mais recentemente, em 2013 por António Maria Braga. O mercado inclui bancas de comida gourmet.